# Óbidos (Portogallo)
Óbidos ('ɔbiduʃ) è un comune portoghese di 10 875 abitanti, situato nella subregione di Ovest, in provincia di Estremadura.

## Storia
La città prende nome dal termine latino oppidum (città fortificata) ed è ubicata nei pressi della città romana di Eburobrittium.
Fu sottratta alla dominazione araba nel 1148 e fu assegnata in dote a moltissime regine del Portogallo fra le quali:
- Urraca di Castiglia sposa di Alfonso I di Aragona
- Isabella di Aragona sposa di Dinis
- Filippa di Lancaster sposa di Giovanni I
- Eleonora di Aragona sposa di Edoardo
- Eleonora di Viseu sposa di Giovanni II

La cittadina è cinta da mura fortificate ancora intatte e al suo interno, lungo la via Diretta, la strada principale, si susseguono una serie di case bianche con bordi in giallo e blu. I fiori sui balconi conferiscono un aspetto molto caratteristico al borgo. La prima regina del Portogallo che la ebbe in dote fu Santa Isabella che la visitò nel 1282. La regina se ne innamorò a prima vista e il marito Dinis la regalò subito alla regina. Da allora fu consuetudine dare in dote alle regine del Portogallo questo splendido borgo.

## Monumenti e luoghi d'interesse

### Castello

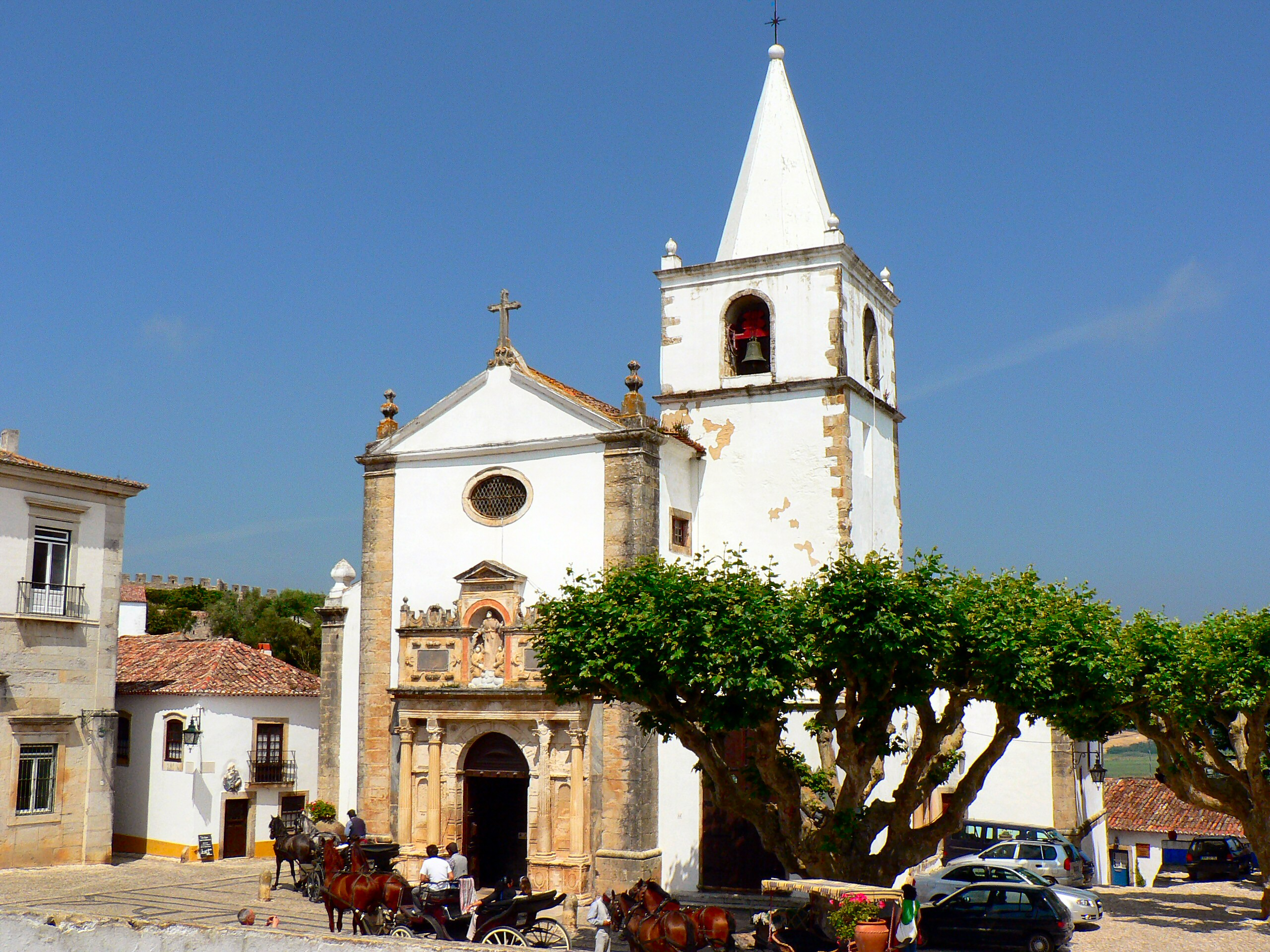
Igreja de Santa Maria

Il castello, molto ben conservato, fu fatto costruire da Dinis nel XIII secolo. Si presenta come una fortezza con torri e spalti merlati. Venne trasformato in palazzo nel XVI secolo e ora è una elegante Pousada, ovvero un albergo di lusso.

### Chiesa di Santa Maria
È forse la più bella chiesa del borgo e si trova alla fine della via principale. Venne costruita sui resti di una moschea che a sua volta era stata edificata sulle rovine di un tempio visigoto. La prima costruzione risale al XII secolo ma l'attuale struttura è di stile rinascimentale. Qui, nel 1444, fu celebrato il matrimonio di Alfonso V con la cugina Isabella.
L'interno è decorato con dei fini azulejos. Sono anche presenti dei dipinti della pittrice Josefa di Obidos.

### Museo
Il museo è ubicato nel palazzo dell'antico Municipio, accanto alla Chiesa di Santa Maria. Contiene alcuni bei dipinti di Josefa di Obidos, la prima pittrice ad aver avuto notorietà in vita prima del XIX secolo.

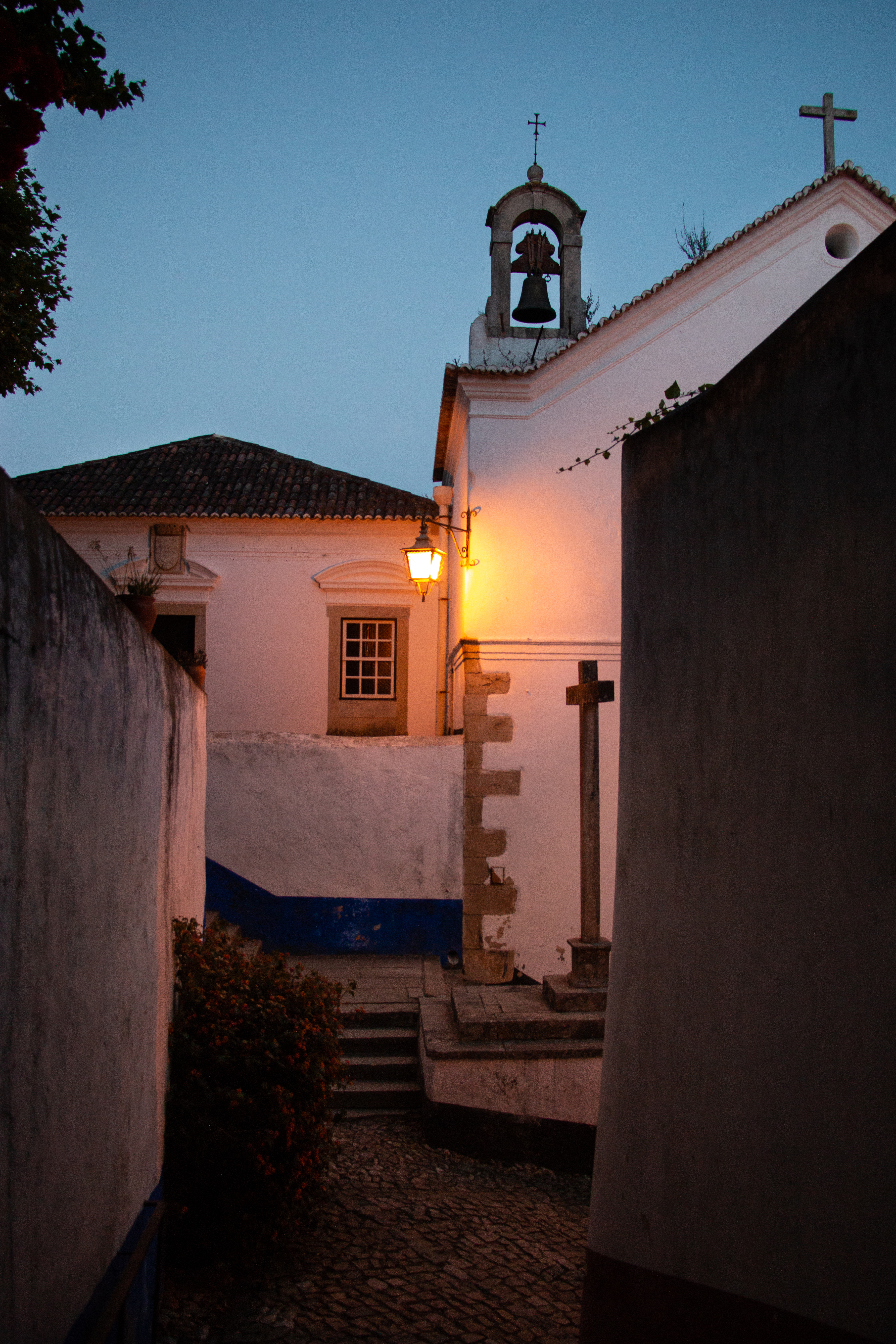
Scorcio di Óbidos in una sera d'estate

## Società

### Evoluzione demografica
| Popolazione di Óbidos (1801 – 2004) | Popolazione di Óbidos (1801 – 2004) | Popolazione di Óbidos (1801 – 2004) | Popolazione di Óbidos (1801 – 2004) | Popolazione di Óbidos (1801 – 2004) | Popolazione di Óbidos (1801 – 2004) | Popolazione di Óbidos (1801 – 2004) | Popolazione di Óbidos (1801 – 2004) | Popolazione di Óbidos (1801 – 2004) |
| ----------------------------------- | ----------------------------------- | ----------------------------------- | ----------------------------------- | ----------------------------------- | ----------------------------------- | ----------------------------------- | ----------------------------------- | ----------------------------------- |
| 1801                                | 1849                                | 1900                                | 1930                                | 1960                                | 1981                                | 1991                                | 2001                                | 2004                                |
| 12428                               | 7970                                | 17659                               | 9877                                | 11316                               | 10538                               | 11188                               | 10875                               | 11187                               |

### Freguesia
- A dos Negros
- Amoreira
- Gaeiras
- Olho Marinho
- Santa Maria
- São Pedro
- Sobral da Lagoa
- Usseira
- Vau

## Cultura

### Cucina
Óbidos è famosa per la produzione della Ginjinha (detta anche Ginja), liquore di amarene servito in una coppetta di cioccolato che può essere mangiata dopo aver gustato il cicchetto.

## Galleria d'immagini

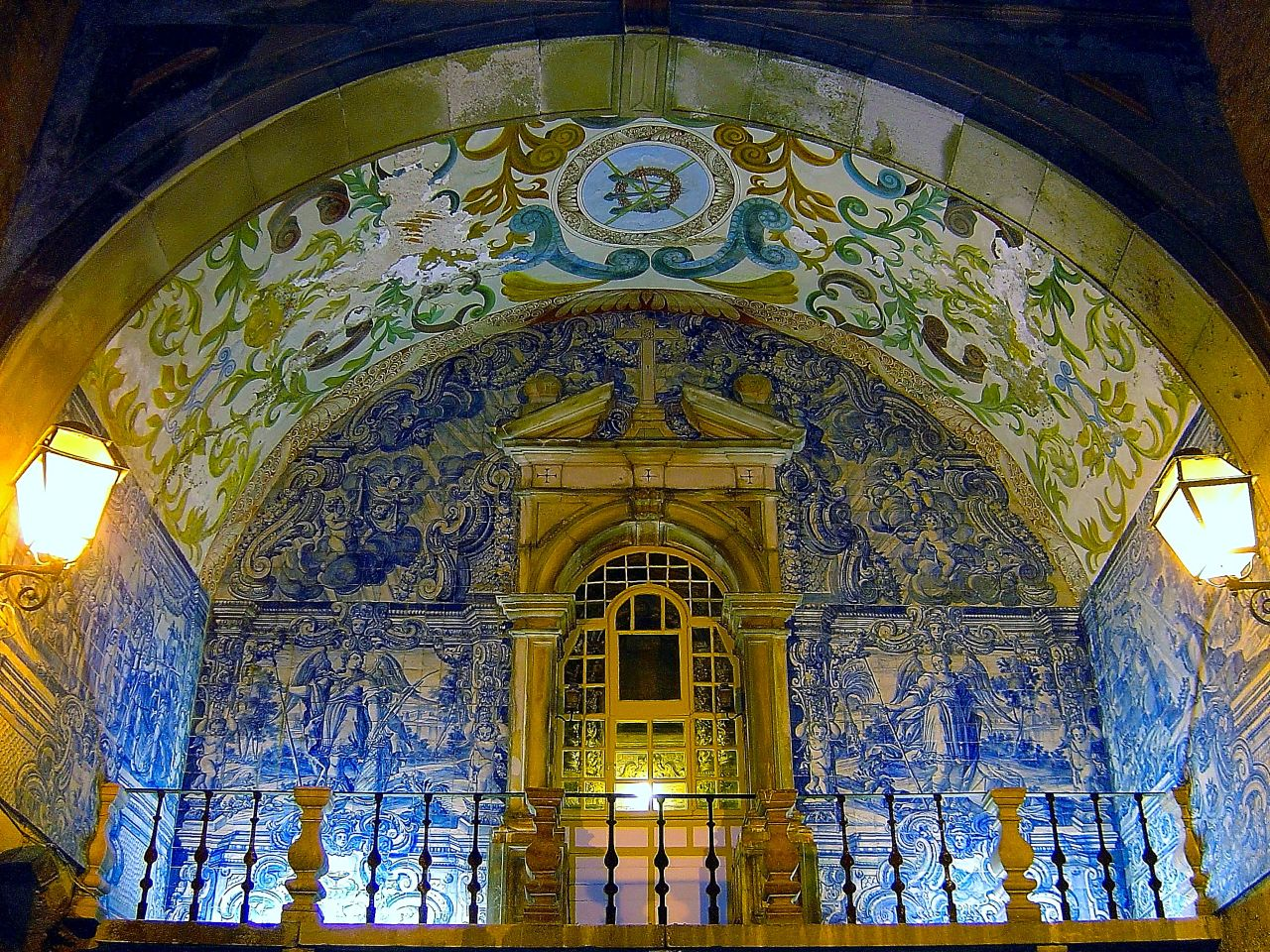
La porta principale della città
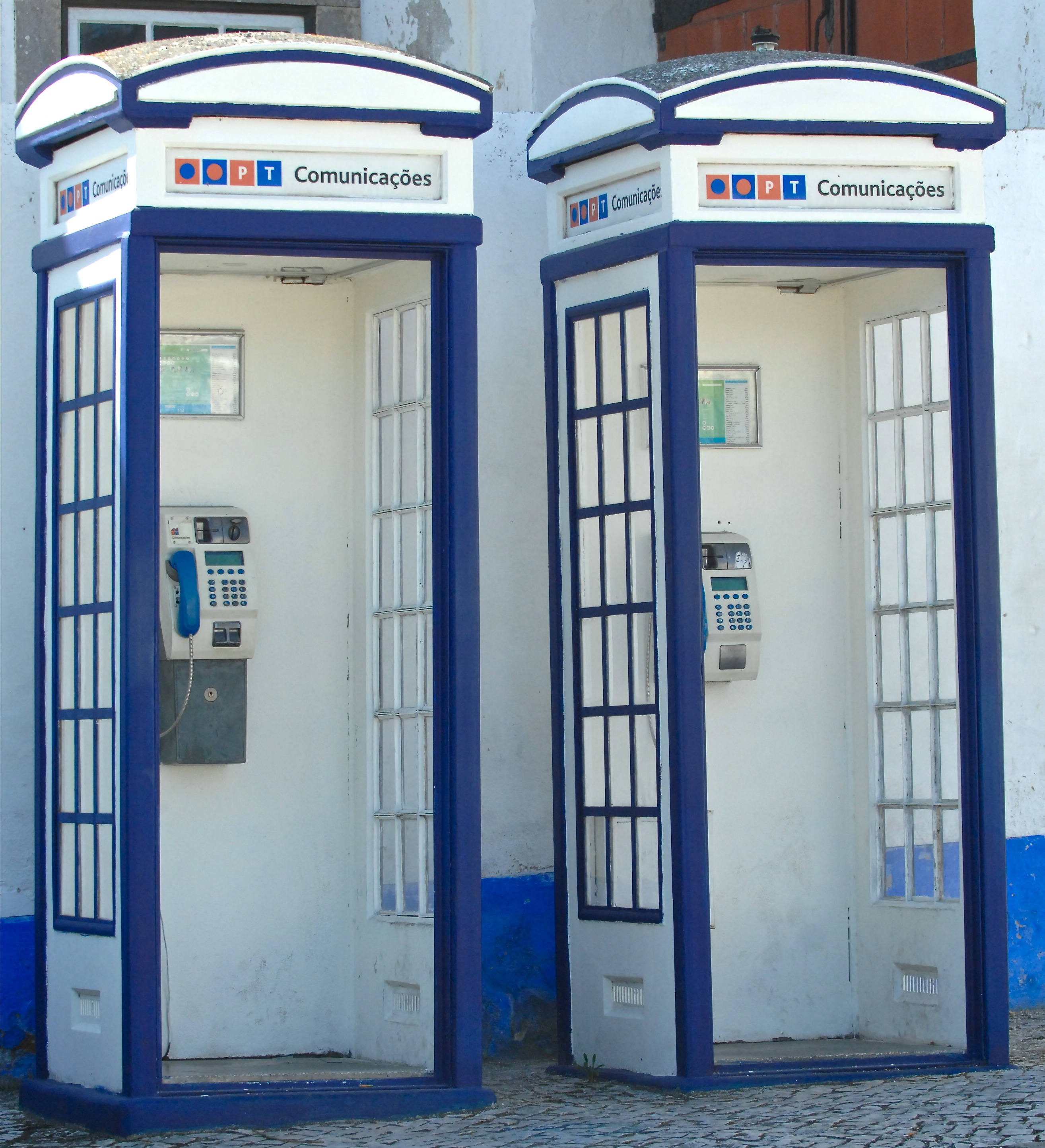
Cabine telefoniche
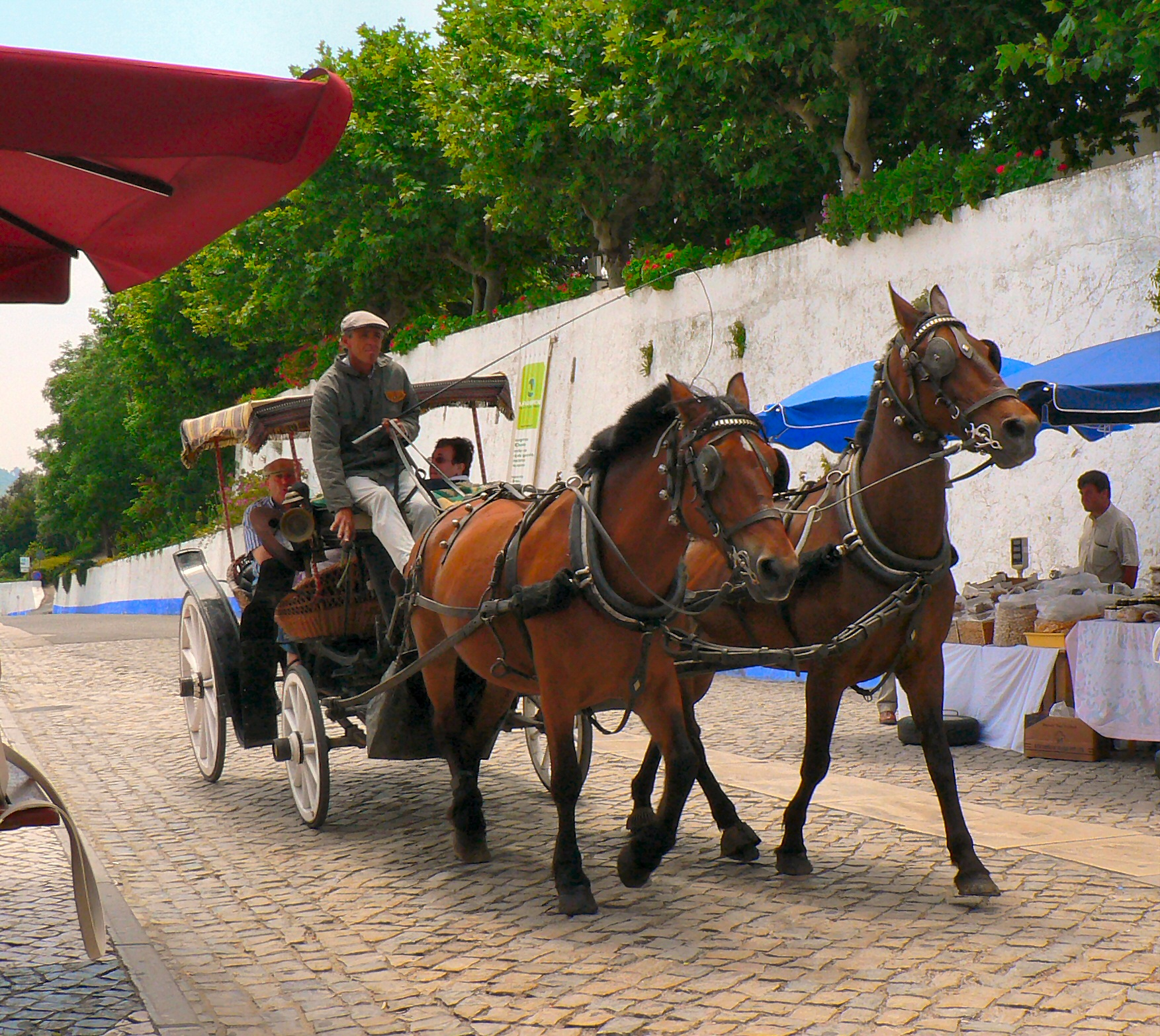
"Charrete" turistico
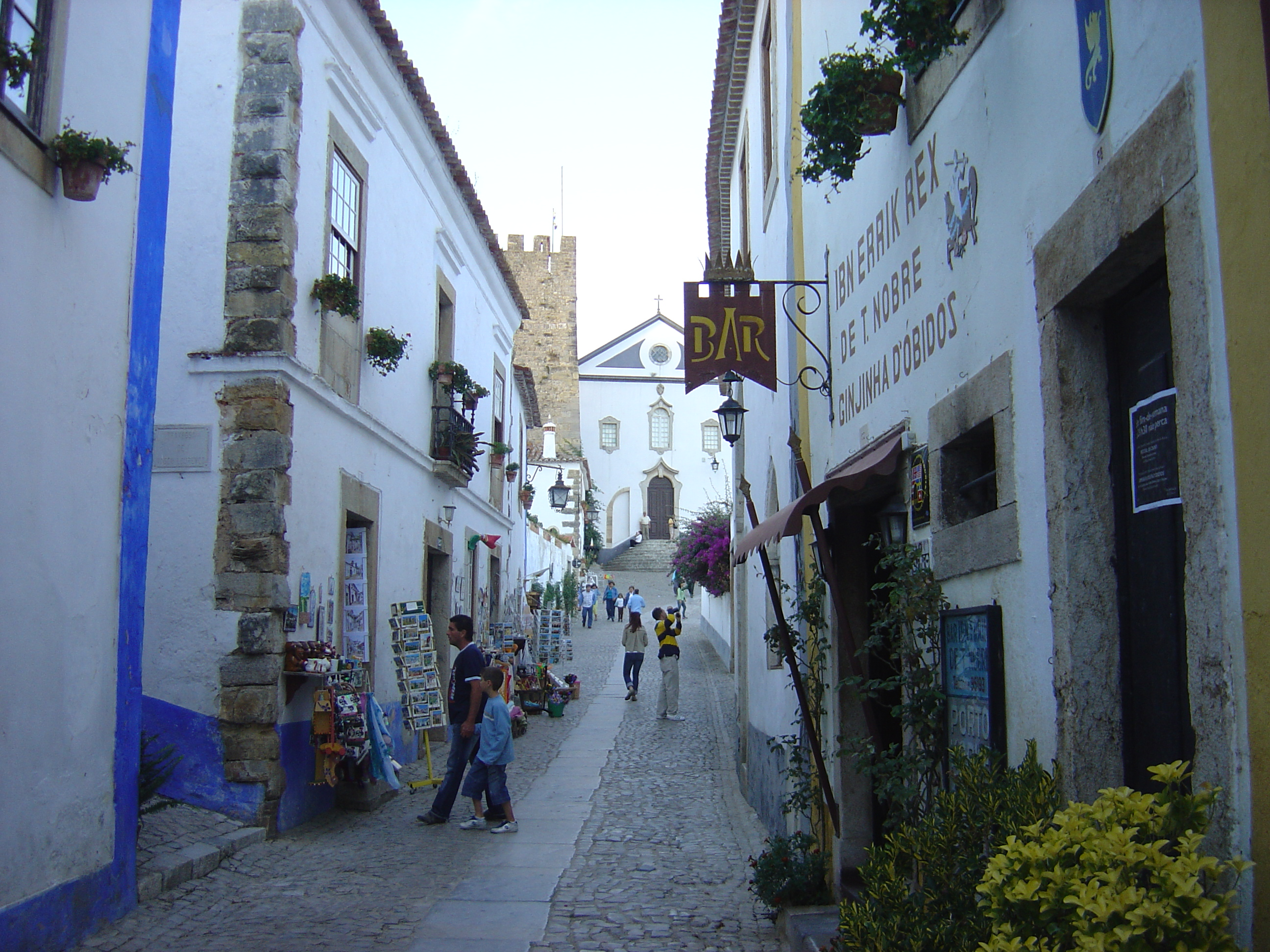
Centro cittadino
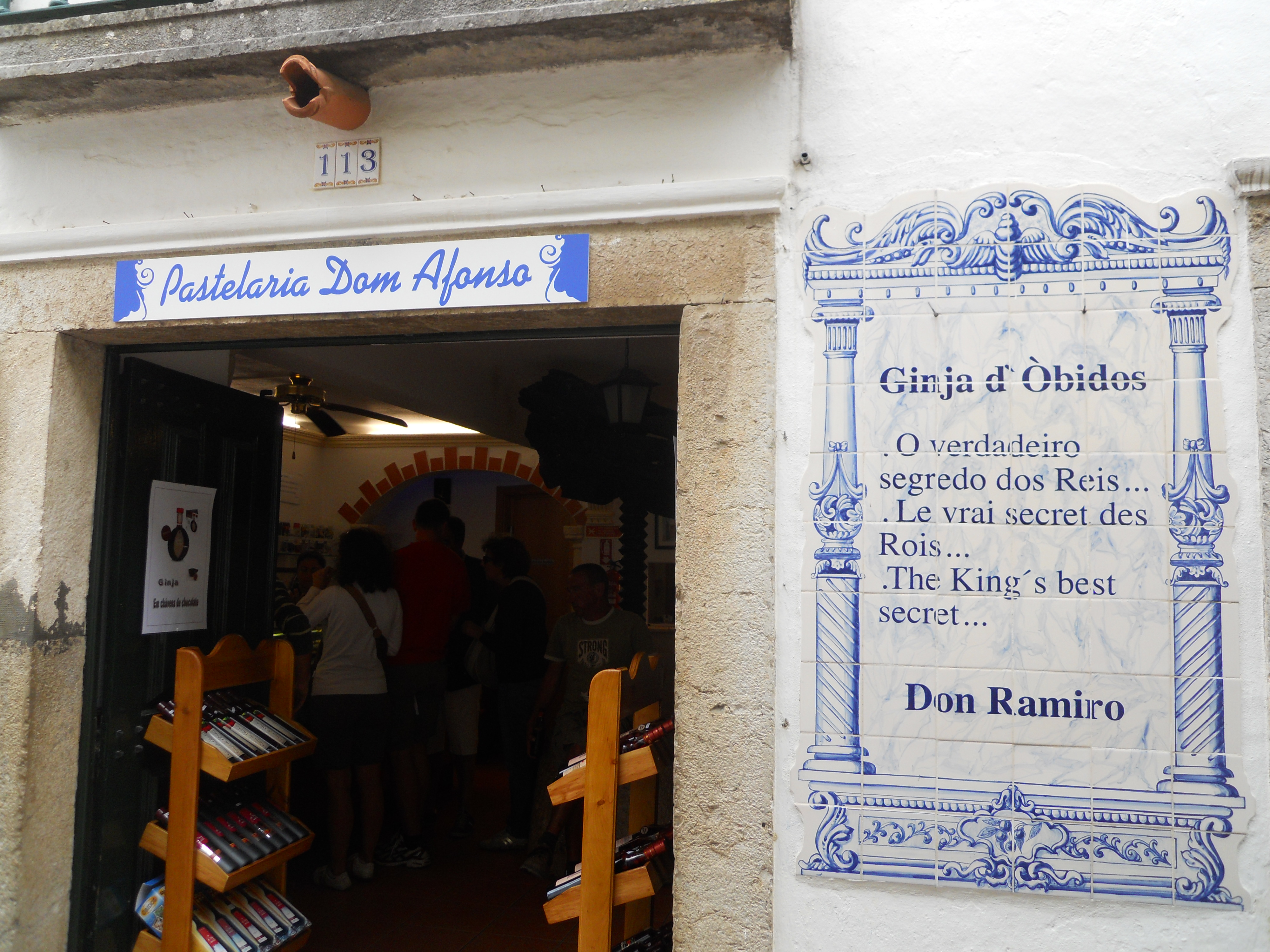
Negozio di Ginjinha nel centro di Óbidos